# Я не киллер
«Я не киллер» (англ. Hit Man) — художественный фильм режиссёра Ричарда Линклейтера с Гленом Пауэллом, Адриа Архоной и Остином Амелио в главных ролях. Его премьера состоялась в сентябре 2023 года в рамках внеконкурсной программы 80-го Венецианского кинофестиваля. Картина получила высокие оценки критиков.

## Сюжет
В основу сценария легла реальная история о техасском полицейском под прикрытием Гэри Джонсоне, который выдавал себя за киллера и принимал заказы, чтобы потом привлечь заказчиков к ответственности. Первым о Джонсоне написал журналист Скип Холландсворт из издания Texas Monthly.
В фильме Гэри Джонсон постоянно меняет свою личность для встреч с заказчиками. На очередной такой встрече он убеждает женщину по имени Мэдисон Мастерс не убивать мужа. Та инициирует развод, позже Гэри и Мэдисон снова встречаются и становятся любовниками. Об этом случайно узнаёт коллега Гэри Джаспер. Муж Мэдисон погибает от руки неизвестного, выясняется, что его жизнь была застрахована на один миллион долларов, и Мэдисон становится главной подозреваемой. Она признаётся Гэри в убийстве, тот рассказывает, что только притворялся киллером. Герои разрывают отношения. Гэри направляют к Мэдисон со скрытым микрофоном, но героям удаётся обхитрить следствие. Джаспер, понимающий, что происходит, пытается шантажировать Гэри и Мэдисон, те его убивают.
В финале картины проходит несколько лет. Гэри и Мэдисон женаты и счастливы в браке, у них подрастает дочь. На вопрос ребёнка о том, как они познакомились, герои отвечают, что это была встреча, которая сильно их изменила.  

## В ролях
- Глен Пауэлл — Гэри Джонсон
- Адриа Архона — Мэдисон Фигероа Мастерс
- Остин Амелио — Джаспер
- Ретта — Клодетт
- Санджай Рао — Фил
- Молли Бернард — Алисия

## Создание и оценки
Работа над проектом началась в 2022 году. Сценарий написали Ричард Линклейтер и Глен Пауэлл, последний ещё и получил одну из главных ролей. Кроме того, к касту присоединились Адриа Архона и Остин Амелио. Производством занималась компания AGC Studios совместно с ShivHans Pictures и Monarch Media. Съёмки начались в октябре 2022 года в Новом Орлеане.
Фильм показали вне конкурса на 80-м Венецианском кинофестивале 5 сентября 2023 года. 11 сентября состоялся показ в Торонто, 6 октября — в Лондоне. 24 мая 2024 года картина вышла в ограниченный театральный прокат в США, 7 июня она появилась на Netflix.
На сайте-агрегаторе отзывов Rotten Tomatoes фильм получил рейтинг 95 % при средней оценке 8 из 10. Тай Беррр (The Washington Post) Тай Берр оценил его на 4 балла из 4, назвав «взрывом чистого удовольствия и одним из лучших фильмов года». Алиса Уилкинсон (New York Times) охарактеризовала картину как «романтичную, сексуальную, весёлую». Питер Брэдшоу из The Guardian отметил, что множественные идентичности, которые создаёт Гэри, заставляют и персонажа, и зрителя задуматься над «вопросом о том, существует ли на самом деле истинное „я“, несокрушимое ядро подлинной идентичности, которое остаётся после устранения всех имитаций и влияний». Брайан Таллерико (RogerEbert.com) описал фильм как «философское исследование человеческой способности меняться». Более критично настроенными оказались Закари Барнс (The Wall Street Journal), увидевший в сюжете излишнюю прямолинейность, и Крис Евангелиста (Slashfilm).
Михаил Трофименков («Коммерсантъ») высоко оценил основную сюжетную идею и галерею заказчиков Гэри. При этом критик сожалеет о том, что фильм взялся снимать именно Линклейтер, неспособный, по его мнению, показывать на экране сильные чувства. «Пока речь идет о крови, все отлично, хотя и вторично по отношению к тем же Коэнам. Но, когда дело доходит до страсти, вынуждающей Рона и Мэдисон играть ва-банк, можно только воскликнуть классическое: „Не верю!“». Для Геннадия Устияна (журнал «Москвич») «Я не киллер» — «идеальный фильм: умный, смешной, романтичный и циничный одновременно». По мнению Дмитрия Елагина («Сноб.ру»), в этой картине произошёл «синтез талантов» Линклейтера, умеющего снимать и фестивальное, и коммерческое кино. Получилась «умная пародия на блокбастеры о профессиональных убийцах, выросшие из гангстерского кино 1970-х и набравшие популярность в 1990—2000-х годах», у которой много общего с культовой «Маской».
Награды и номинации
- 2025 — номинация на премию «Золотой глобус» за лучшую мужскую роль — мюзикл или комедия (Глен Пауэлл)[19].
- 2025 — номинация на премию «Выбор критиков» за лучший комедийный фильм[20].
- 2025 — две номинации на премию «Спутник» за лучшую комедию или мюзикл и за лучшую мужскую роль в мюзикле или комедии (Глен Пауэлл)[21].
- 2025 — номинация на премию Гильдии сценаристов США за лучший адаптированный сценарий (Ричард Линклейтер, Глен Пауэлл)[22].
- 2025 — номинация на премию Американского общества специалистов по кастингу за лучший кастинг для комедии (Лиз Келли, Викки Бун)[23].